# Idealista.com
Idealista (que la propia empresa escribe en minúsculas, como idealista desde 2015; antes, idealista.com) es una compañía española fundada el 4 de octubre de 2000 que ofrece a través de Internet entre otros los servicios de portal inmobiliario en España, Andorra, Italia y Portugal.
Desde julio de 2015 la compañía pasa a manos del fondo Apax Partners que cuenta con prácticamente el 100% de las acciones tras la compra de sus participaciones a Kutxabank, Tiger Capital, Bonsai Venture Capital y los socios fundadores.
Su equipo directivo está liderado por sus tres cofundadores: Jesús Encinar (fundador y CEO), César Oteiza (cofundador y director de operaciones) y Fernando Encinar (cofundador y director de comunicación y marketing).

## Áreas de negocio
La compañía idealista.com obtiene ingresos a través cuatro áreas de negocio: 
- Publicación de la cartera de productos de profesionales inmobiliarios (65%).
- Publicidad (20%).
- Venta de servicios específicos para los anunciantes (visitas virtuales) (10%).
- Desarrollos de tecnología (5%).

Por otra parte, la compañía ha ido expandiéndose geográficamente, habiendo comenzado a ofrecer sus servicios para las grandes ciudades de España (la ciudad de Madrid en octubre de 2000, y Barcelona en febrero de 2001), para acabar ampliando a toda España en el año 2004. En la actualidad, la compañía ofrece también sus servicios en Italia y Portugal.
En 2008, idealista.com adquirió el 45% de Rentalia para desarrollar su actividad en el sector del alquiler vacacional.[cita requerida]

## Sanciones
En 2021, la Comisión Nacional de los Mercados y la Competencia (CNMC) sancionó a varias redes de agencias inmobiliarias por prácticas anticompetitivas y a algunas empresas gestoras de software CRM inmobiliario, en calidad de facilitadoras de las supuestas prácticas anticompetitivas. Idealista es parte del expediente por gestionar un software CRM inmobiliario. De acuerdo con el comunicado de la CNMC, las agencias inmobiliarias utilizaron el sistema MLS para fijar precios de sus servicios de intermediación inmobiliaria e intercambiar información. De la multa total de 1,25 millones de euros, la sanción más abultada, con 730.000 euros, correspondió a Idealista por ser la empresa con la cifra de negocios más elevada. No obstante, dicho importe representa menos del 1% de la cifra de negocios de Idealista.